# Gabriel Gironi y Cabra
Gabriel Gironi Cabra (n. Madrid, 10 de mayo de 1842) fue un ingeniero y periodista español.

## Biografía
Nació en la ciudad de Madrid el 10 de mayo de 1842. Ingeniero industrial, colaboró en numerosas publicaciones científicas y de educación, y en su juventud fue redactor del periódico político madrileño El Gorro Frigio. Su firma figuró en La Ilustración Católica, El Mundo de los Niños y otras publicaciones. En 1885, dirigía La Semana Industrial. Fue autor de obras como Manuel del tejedor de paños, Manual del vinicultor, Biblioteca del obrero para la enseñanza de las Escuelas de Artes y Oficios, Las pequeñas industrias domésticas, Lo que deben ser las Escuelas de Artes y Oficios, Manuel del molinero o Guía práctica de la conversación y almacenaje de los granos y conversión de éstos en harinas, Manual práctico del fogonero y maquinista y Tratado práctico de la molinería.